# Pseudoallele
Pseudoallele − są to elementy, z których utworzony jest gen. Każdy z tych elementów może mutować niezależnie od innych. Leżą one bardzo blisko siebie w chromosomie i powstały prawdopodobnie na skutek duplikacji drobnych odcinków chromosomu.